# Đại học Bath Spa
Trường đại học Bath Spa là một trường đại học có trụ sở tại và xung quanh, Bath, Anh. Tổ chức trước đây được biết đến với tên gọi Bath College of Higher Education, và sau đó Bath Spa University College. Nó trở trường đại học đầy đủ trong tháng 8 năm 2005.
Tổ chức này có nguồn gốc từ trường Bath nghệ thuật năm 1852, sau tác động của Đại triển lãm lớn của năm 1851. Năm 1947, Trường cao đẳng sư phạm Bath thuê khuôn viên trường Newton Park. Tổ chức này được thành lập vào năm 1975 với tên Bath College of Higher Education thông qua sự sáp nhập của Bath College of Education và Newton Park College of Education. Năm 1992, trường đã được cấp quyền cấp bằng và năm 1999 lấy tên Bath Spa University College. Trong tháng 3 năm 2005, tổ chức đã được cấp tư cách trường đại học, trở thành Đại học Bath Spa trong tháng 8 năm 2005. Kể từ đó, trường liên tục được xếp hạng trong số 100 trường đại học hàng đầu ở Anh, thường nằm ở vị trí thứ tám mươi mấy trong bảng xếp hạng.